# بالم سبرنغز
بالم سبرنغز (بالإنجليزية: Palm Springs)‏ هي مدينة أمريكية تقع في ولاية فلوريدا. تبلغ مساحة هذه المدينة 4.3 (كم²)،ويبلغ عدد سكانها 11699 نسمة حسب إحصاء سنة 2010 م 11699.تشير إحصاءات سنة 2000م بأن الكثافة السكانية في هذه المدينة تقدر بـ(2803.5) نسمة/كم2 

## التركيبة السكانية
حدّد مكتب تعداد الولايات المتحدة بيانات التركيبة السكانية لبالم سبرنغز في تعداد الولايات المتحدة. في ما يلي، التركيبة السكانية حسب تعدادي 2000 و2010.

### تعداد عام 2000
بلغ عدد سكان بالم سبرنغز 11,699 نسمة بحسب تعداد عام 2000، وبلغ عدد الأسر 5,148 أسرة وعدد العائلات 2,971 عائلة مقيمة في القرية. في حين سجلت الكثافة السكانية 1,062.6 نسمة لكل كيلومتر مربع (2,752.1/ميل2). وبلغ عدد الوحدات السكنية 5,919 وحدة بمتوسط كثافة قدره 537.6 لكل كيلومتر مربع (1,392.4/ميل2).
وتوزع التركيب العرقي للقرية بنسبة 84.24% من البيض و6.68% من الأمريكيين الأفارقة و0.33% من الأمريكيين الأصليين و1.38% من الأمريكيين ذوي الأصول الآسيوية و0.03% من سكان جزر المحيط الهادئ و4.76% من الأعراق الأخرى و2.58% من عرقين مختلطين أو أكثر و25.04% من الهسبانيون أو اللاتينيون من أي عرق.
بلغ عدد الأسر 5,148 أسرة كانت نسبة 29.5% منها لديها أطفال تحت سن الثامنة عشر تعيش معهم، وبلغت نسبة الأزواج القاطنين مع بعضهم البعض 39.7% من أصل المجموع الكلي للأسر، ونسبة 13.5% من الأسر كان لديها معيلات من الإناث دون وجود شريك، بينما كانت نسبة 4.5% من الأسر لديها معيلون من الذكور دون وجود شريكة وكانت نسبة 42.3% من غير العائلات. تألفت نسبة 33.7% من أصل جميع الأسر من عدة أفراد يعيشون في نفس المنزل ونسبة 13.9% كانت تتألف من شخص يعيش بمفرده يبلغ من العمر 65 عاماً أو أكثر. وبلغ متوسط حجم الأسرة المعيشية 2.27، أما متوسط حجم العائلات فبلغ 2.90.
بلغ العمر الوسطي للسكان 37.0 عاماً. وكانت نسبة 21.6% من القاطنين تحت سن الثامنة عشر، وكانت نسبة 8.1% بين الثامنة عشر والرابعة والعشرين عاماً، ونسبة 32.9% كانت واقعةً في الفئة العمرية ما بين الخامسة والعشرين والرابعة والأربعين عاماً، ونسبة 20.6% كانت ما بين الخامسة والأربعين والرابعة والستين، ونسبة 16.7% كانت ضمن فئة الخامسة والستين عاماً فما فوق. يوجد لكل 100 أنثى 89.3 ذكر، ويوجد لكل 100 أنثى في الثامنة عشر من عمرها فما فوق 85.4 ذكر.
بلغ متوسط دخل الأسرة في القرية 39,773 دولارًا، أما متوسط دخل العائلة فبلغ 48,446 دولارًا. وكان متوسط دخل الذكور 30,904 دولارًا مقابل 26,090 دولارًا للإناث. وسجل دخل الفرد الخاص بالقرية 18,898 دولارًا. وكانت نسبة 4.1% من العائلات ونسبة 6.4% من السكان تحت خط الفقر، وكان من هؤلاء نسبة 7.1% تحت سن الثامنة عشر ونسبة 6.1% في الخامسة والستين من العمر وما فوق.

### تعداد عام 2010
بلغ عدد سكان بالم سبرنغز 18,928 نسمة بحسب تعداد عام 2010، وبلغ عدد الأسر 7,336 أسرة وعدد العائلات 4,725 عائلة مقيمة في القرية. في حين سجلت الكثافة السكانية 1,719.2 نسمة لكل كيلومتر مربع (4,452.7/ميل2). وبلغ عدد الوحدات السكنية 8,823 وحدة بمتوسط كثافة قدره 801.4 لكل كيلومتر مربع (2,075.6/ميل2).
وتوزع التركيب العرقي للقرية بنسبة 72.70% من البيض و12.10% من الأمريكيين الأفارقة و0.51% من الأمريكيين الأصليين و1.72% من الأمريكيين ذوي الأصول الآسيوية و0.14% من سكان جزر المحيط الهادئ و8.95% من الأعراق الأخرى و3.88% من عرقين مختلطين أو أكثر و50.64% من الهسبانيون أو اللاتينيون من أي عرق.
بلغ عدد الأسر 7,336 أسرة كانت نسبة 35.5% منها لديها أطفال تحت سن الثامنة عشر تعيش معهم، وبلغت نسبة الأزواج القاطنين مع بعضهم البعض 39.2% من أصل المجموع الكلي للأسر، ونسبة 18% من الأسر كان لديها معيلات من الإناث دون وجود شريك، بينما كانت نسبة 7.2% من الأسر لديها معيلون من الذكور دون وجود شريكة وكانت نسبة 35.6% من غير العائلات. تألفت نسبة 27.9% من أصل جميع الأسر من عدة أفراد يعيشون في نفس المنزل ونسبة 11.5% كانت تتألف من شخص يعيش بمفرده يبلغ من العمر 65 عاماً أو أكثر. وبلغ متوسط حجم الأسرة المعيشية 2.58، أما متوسط حجم العائلات فبلغ 3.13.
بلغ العمر الوسطي للسكان 36.2 عاماً. وكانت نسبة 23.7% من القاطنين تحت سن الثامنة عشر، وكانت نسبة 9.7% بين الثامنة عشر والرابعة والعشرين عاماً، ونسبة 29.6% كانت واقعةً في الفئة العمرية ما بين الخامسة والعشرين والرابعة والأربعين عاماً، ونسبة 24.3% كانت ما بين الخامسة والأربعين والرابعة والستين، ونسبة 12.7% كانت ضمن فئة الخامسة والستين عاماً فما فوق. وتوزع التركيب الجنسي للسكان بنسبة 48.2% ذكور و51.8% إناث.